# Myristica insipida
Myristica insipida är en tvåhjärtbladig växtart som beskrevs av Robert Brown. Myristica insipida ingår i släktet Myristica och familjen Myristicaceae. Utöver nominatformen finns också underarten M. i. cimicifera.